# Лукино (Западный административный округ)
Лукино — бывшее подмосковное село, вошедшее в состав Москвы в 1984 году. Находилось на территории современного района Ново-Переделкино, непосредственно в районе нынешней железнодорожной платформы Переделкино.

## История
Впервые упоминается в конце XVI века как поместье Сергея Ададурова. По писцовым книгам 1627 года, деревня Лукино — вотчина Ивана Фёдоровича Леонтьева: двор помещика с деловыми людьми, дворы приказчика, крестьянский и два бобыльских двора. Церковь Преображения Господня в вотчине впервые была упомянута в 1646 году. К этому году в Лукино значилось 3 крестьянских и 3 бобыльских двора и 12 жителей. В это время Лукино и расположенное рядом Измалково составляли единое владение. В 1661—1686 годах владельцем Лукино был сын Ивана Фёдоровича — Фёдор Иванович Леонтьев. В 1678 году в селе находились двор вотчинника, 2 двора «задворных людей» и 9 крестьянских дворов. Более 30 лет он воеводствовал в Яблонове, Алатыре, Саранске, Тамбове, Саратове и других южнорусских городах. После его смерти в 1687 году владельцами села стали его сыновья Павел и Василий, а в 1704—1725 годах единственным хозяином был Василий Фёдорович Младший Леонтьев. При нём в селе проживало 42 человека крестьян и служилых людей.
В 1725 году владение унаследовали его вдова Ирина Александровна (урождённая Ляпунова) и его родная сестра Татьяна Фёдоровна, вышедшая замуж за князя Василия Васильевича Щербатова. В 1729 году село купил у них князь Михаил Владимирович Долгоруков, который отдал его в 1756 году своей дочери княжне Аграфене Михайловне. При ней в 1757 году в Измалкове была возведена каменная церковь Дмитрия Ростовского, а в 1760-х годах — деревянный господский дом, сгоревший в 1812 году. В конце XVIII века из Лукино было выделено Измалково — в отдельное владение рода Петрово-Соловово; Лукино в 1791 году было продано графине Варваре Петровне Разумовской, которая в 1819 году на месте прежней деревянной церкви построила каменный храм Преображения Господня, освящённый в 1821 году.
В XIX веке усадьба стала принадлежать Михаилу Львовичу Боде, чья мать, Наталья Фёдоровна Колычёва, происходила из старинного боярского рода Колычёвых. Михаил Львович очень интересовался историей своего рода и сделал из имения настоящий музей. При нём был построен новый усадебный дом в русском стиле, в центре двора был поставлен обелиск, рядом с домом было сооружено специальное хранилище для семейного архива. к обновлённой церкви был пристроен придел в честь святителя Филиппа над могилами своих родителей — Льва Карловича и Натальи Фёдоровны.
После революции усадьба была разорена и передана совхозу. В 1952 году главный усадебный дом стал владением московских патриархов, а уже в 1984 году Лукино вместе с соседними сёлами вошло в состав Солнцевского района Москвы, позднее став частью отдельного района.